# Mustármag
| Energia 470 kcal 1964 kJ |         |
| Szénhidrátok | 34.94 g |
| - Cukrok 6.79 g |         |
| - Étkezési rostok 14.7 g |         |
| Zsír | 28.76 g |
| - telített 1.46 g |         |
| - egyszeresen telítetlen 19.83 g                                                                                                |         |
| - többszörösen telítetlen 5.39 g                                                                                                |         |
| Fehérje | 24.94 g |
| Víz | 6.86 g  |
| A-vitamin ekviv. 3 μg | 0%      |
| Tiamin (B1-vitamin) 0.543 mg | 47%     |
| Riboflavin (B2-vitamin) 0.381 mg                                                                                                | 32%     |
| Niacin (B3-vitamin) 7.890 mg | 53%     |
| B6-vitamin 0.43 mg | 33%     |
| Folsav (B9-vitamin) 76 μg | 19%     |
| B12-vitamin 0 μg | 0%      |
| C-vitamin 3 mg | 4%      |
| E-vitamin 2.89 mg | 19%     |
| K-vitamin 5.4 μg | 5%      |
| Kalcium 521 mg | 52%     |
| Vas 9.98 mg | 77%     |
| Magnézium 298 mg | 84%     |
| Foszfor 841 mg | 120%    |
| Kálium 682 mg | 15%     |
| Nátrium 5 mg | 0%      |
| Cink 5.7 mg | 60%     |
| A százalékos értékek az amerikai felnőttek számára javasolt napi mennyiségre (RDA) vonatkoznak. Forrás: USDA tápanyag adatbázis |         |

A mustármag a mustárfajok magja. A mustármagból készül az étkezési mustár. Botanikailag a magjukért termesztett mustárfajok a Sinapis és Brassica nemzetségbe tartoznak; mindkettő a káposztafélék (Brassicaceae) családjának tagja. A Sinapis nemzetségbe tartozik a fehér mustár (angol mustár, Sinapis alba), a Brassica nemzetségbe a fekete, avagy francia mustár (B. nigra), valamint a szareptai mustár (Brassica × juncea).

## Származása, elterjedése
A fehér mustár magját már a sumérok használták. Európában, így hazánkban is a rómaiak terjesztették el.

## Leírása

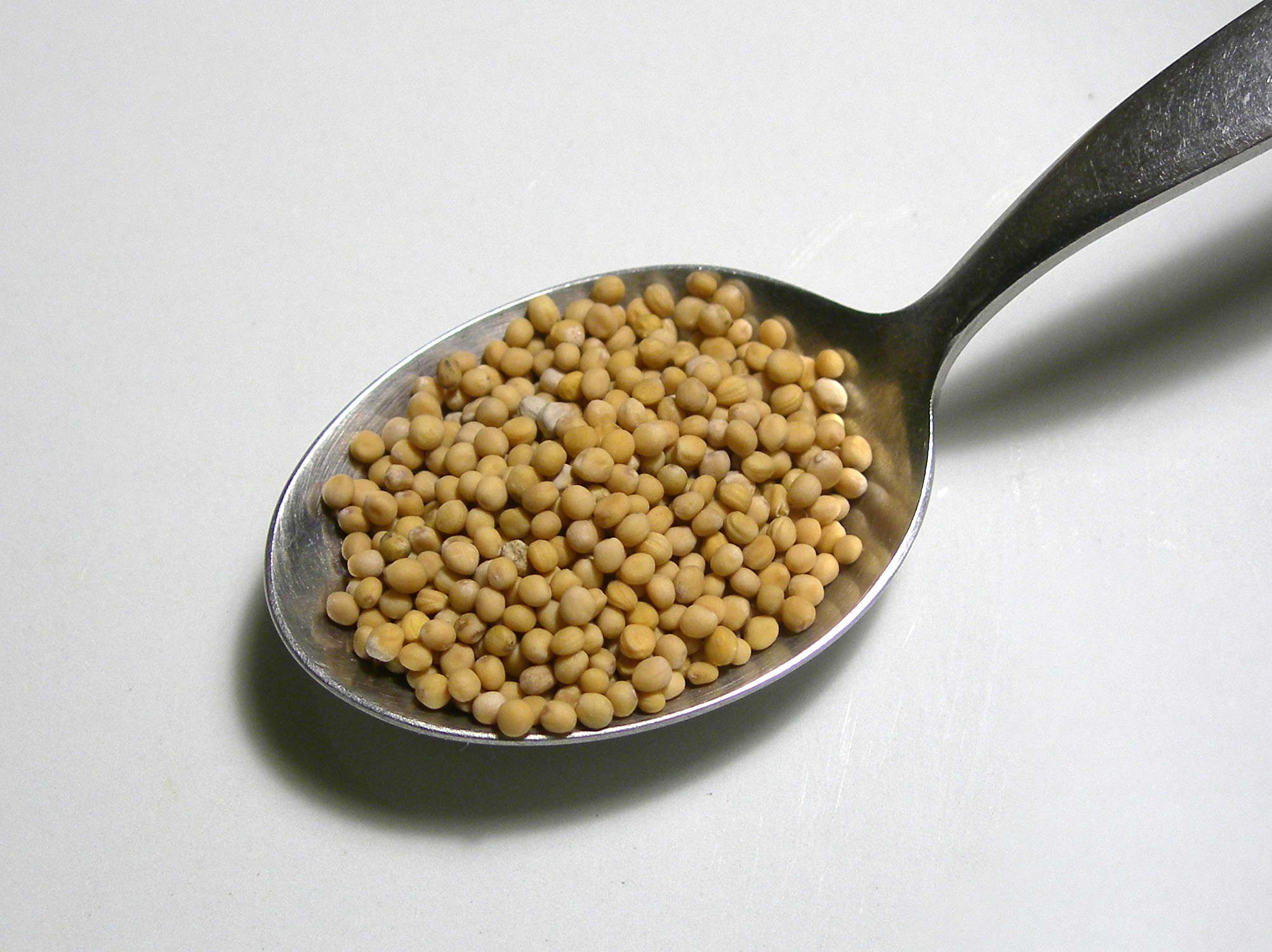
A fehér mustár (Sinapis alba) magjai

A mustármagok aprók (kb. 1 mm-esek), gömbölyűek, sárgák vagy világosbarnák, enyhén csípősek. A magvak illó- és zsírolajokat, valamint fehérjét tartalmaznak. A fekete mustár apró, gömbölyű magja kívül vörösesbarna, belül zöldessárga. A mustármag csípős ízét és kedvező étrendi hatását a benne felhalmozódó nitrogén- és kéntartalmú ún. mustárglikozidok, jellemzően az allil-izotiocianátok okozzák (sinalbin a fehér mustárban, sinigrin a fekete mustárban). A glikozidokat víz vagy nyál jelenlétében a mirozin nevű enzim elbontja allil-mustárolajokra és más vegyületekre, ezek keltik a mustár csípős aromáját. Az allil-mustárolaj-tartalom fajtól és fajtától függően 0,5−1,7%. Tartalmaz még 0,2−1,0% illóolajat, 20−40% zsírosolajat, nyálkaanyagokat, erukasavat.

## Felhasználása

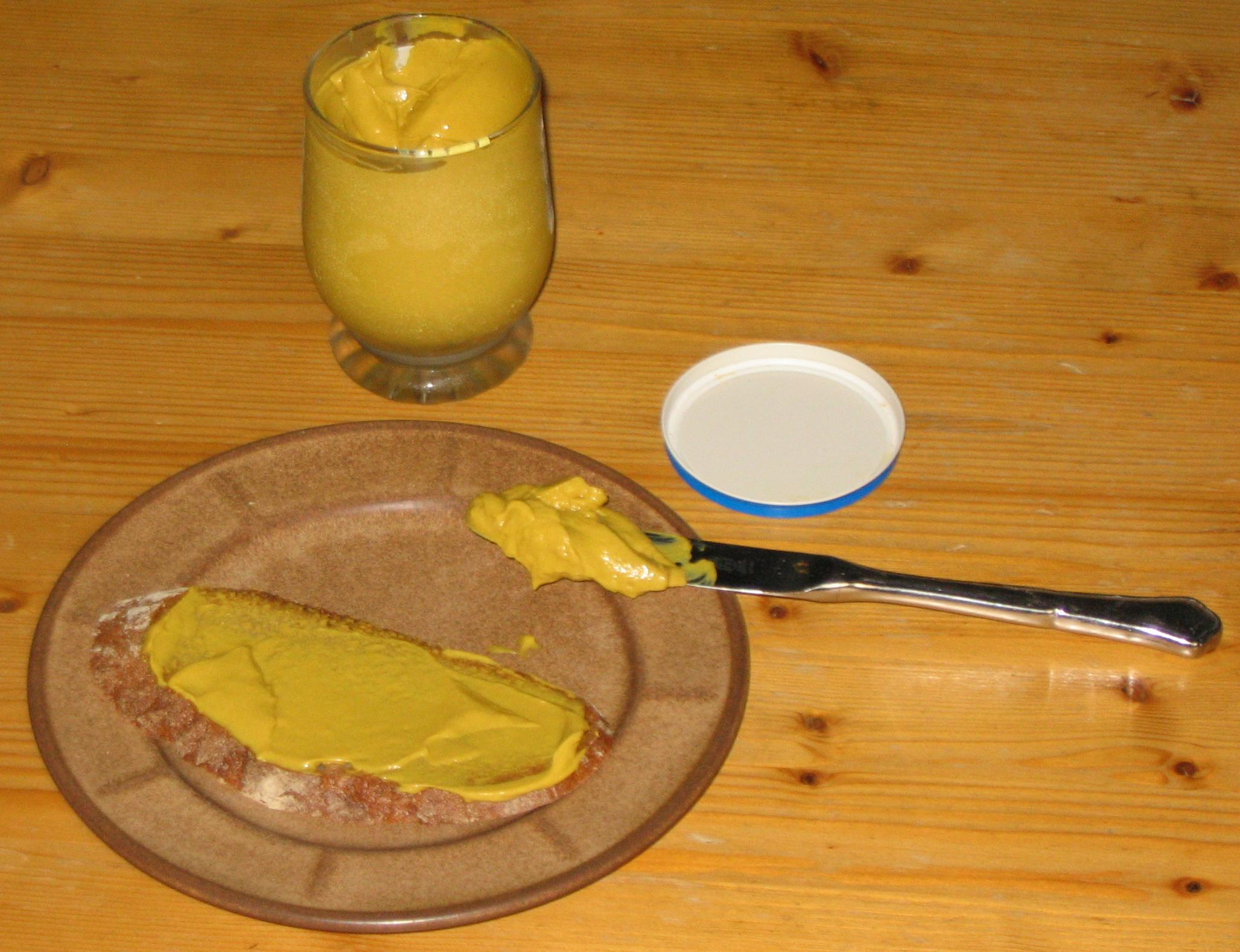
Asztali (étkezési) mustár mint ételízesítő

A mustármag az asztali mustár alapanyaga: az olajütőben megtört, olajmentesített mustármaghoz ecetet, borsot, szegfűszeget, tárkonyt, hagymát és egyéb fűszereket, valamint sót adnak, változó arányban, így lesznek az egyes fajták csípősek, enyhék vagy illatos-aromásak (minden gyártónak megvan a saját, titkos receptje). A kisajtolt mustárolaj ugyancsak felhasználásra kerül.

## Gyógyhatásai
A fehér mustár magját házigyógyszerként sokféle betegség (bőrbántalmak, érelmeszesedés, magas vérnyomás, anyagcserezavarok, epe- és májbetegség, emésztési problémák, felfúvódás, reuma, isiász stb.) ellen használják. A gyógyhatás érvényesüléséhez a magokból naponta 3×1 kiskanálnyi mennyiséget, szétrágás nélkül kell lenyelni. Egy kúra 6−8 hétig tartson.[forrás?] Gyógyhatása abban áll, hogy a szervezeten emésztetlenül áthaladó magok emulziói kioldódnak.[forrás?]

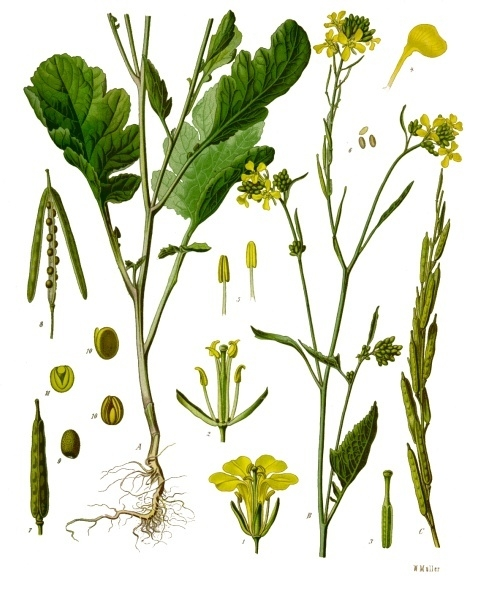
Fekete mustár (Brassica nigra)

A fekete mustárt lényegében csak a konzerv- és gyógyszeripar használja. 
A mustárnak a mustárgázhoz semmi köze – csak a maró szaga miatt nevezik így.